# Anuppur
Anuppur est une ville située au nord-est de l'État du Madhya Pradesh en Inde centrale et est le siège administratif du district d'Anuppur. Auparavant, la ville appartenait au district de Shahdol.